# Clavopora hystricis
Clavopora hystricis is een mosdiertjessoort uit de familie van de Clavoporidae. De wetenschappelijke naam van de soort is voor het eerst geldig gepubliceerd in 1874 door Busk.